# Amanita abrupta
Amanita abrupta es un hongo que pertenece al género de las setas Amanita. Produce un cuerpo de fructificación cuyo píleo ("sombrero") es blanco y mide hasta 10 cm de diámetro. Tiene forma convexa cuando es joven, pero luego se vuelve cada vez más achatada, adquiriendo una depresión central. Su superficie es verrugosa y las verrugas son más pequeñas y más numerosos próximo a los márgenes. El tronco de la seta, también blanco, alcanza hasta 12,5 cm; que es liso, sólido, y bastante ancho en la base, formando un bulbo con unas ranuras longitudinales. Fue en consideración de este aspecto abruptamente bulboso de la estipe, en lugar de disminuir gradualmente (como en otros hongos), que la especie recibió el epíteto abrupta.
Considerada común en el sureste de Estados Unidos, la especie fue descrita científicamente por el norteamericano Charles Horton Peck en 1897, basándose en una espécimen encontrado en Auburn, Alabama. El hongo puede ser encontrado en la naturaleza desde Quebec, Canadá, hasta México; y todavía no hay constancia de su presencia en la República Dominicana. Como la mayoría de los otras Amanita, se presume que A. abrupta forma una relación simbiótica mediante micorrizas con ciertas especies de árboles, el tales como el fagus, el abedul, el abeto, el tsuga, el roble y el álamo. Las setas crecen en el suelo, generalmente solitarias, en bosques mixtos de coníferas y de caducifolias, por lo general durante el otoño. La ingestión no se recomienda pues su comestibilidad es desconocida.

## Taxonomía
A. abrupta fue descrita por el micólogo americano Charles Horton Peck en 1897, basándose en un espécimen encontrado en Auburn, Alabama. Debido a que los remanecientes de la volva no están presentes en el bulbo en los especímenes maduros y secos, Peck lo clasificó inicialmente junto con Amanita rubescens y Amanita spissa. En 2015, A. abrupta posee dos sinónimos, que son binomios resultantes de transferencias entre géneros hechas por Jean-Edouard Gilbert para el Lepidella, en 1928, y Aspidella, en 1940. Posteriormente, ambos géneros fueron incorporadas al Amanita.
A. abrupta es la especie tipo de la sección Lepidella del género Amanita, en el subgénero Lepidella, un grupo de Amanitas caracterizado por sus esporas amiloides. Otras especies norteamericanas pertenecientes a este subgénero son A. atkinsoniana, A. chlorinosma, A. cokeri, A. daucipes, A. mutabilis, A. onusta, A. pelioma, A. polypyramis, A. ravenelii y A. rhopalopus. Las especies europeas y asiáticas (también en la sección Lepidella) que están filogenéticamente relacionadas con A. abrupta en el árbol evolutivo son A. solitaria, A. virgineoides y A. japonica.
El nombre específico "abrupta" hace referencia a la forma de la base, que se conforma de un bulbo hinchado y agrandado abruptamente, en lugar de hacerlo gradualmente, como ocurre normalmente en la mayoría de los otras setas El nombre común de la especie en inglés es "abrupt-bulbed Lepidella" (que significa literalmente "Lepidela de bulbo abrupto").

## Descripción

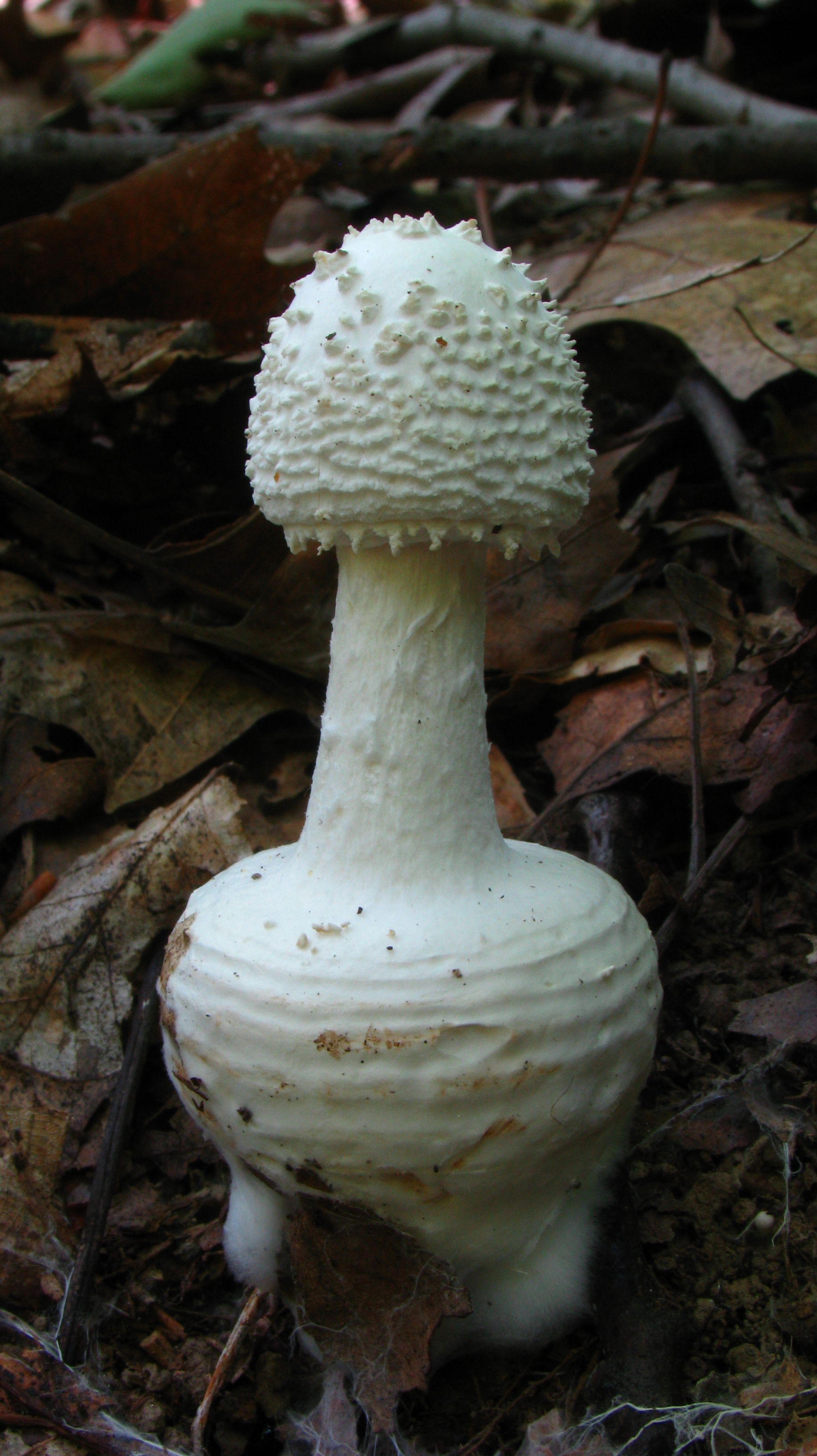
Espécimen joven.

En Amanita abrupta, como ocurre en la mayoría de los hongos, la mayor parte del organismo reside bajo tierra (no es visible), en una agregación de células fúngicas denominadas hifas. Si las condiciones ambientales son las apropiadas, se desarrolla el basidiocarpo, la estructura visible del hongo. El sombrero tiene un diámetro de 4 a 10 cm y una forma convexa cuando es joven, pero a medida que va madurando, dicha forma se va aplanando. La porción central del sombrero se va hundiendo en los especímenes más maduros. La superficie del píleo es rugosa - cubierta de pequeñas verrugas piramidales o angulares (1-2 cm de alto por 1-2 cm de ancho en la base). Las verrugas son más pequeñas y numerosas cerca de los bordes del sombrero, pudiendo llegar a quedar pequeños fragmentos de tejido colgando de los bordes. La superficie del sombrero, las verrugas y la carne del hongo son todos blancos. Las verrugas pueden desprenderse fácilmente del sombrero, de modo que, en los especímenes maduros, suelen haber desaparecido total o parcialmente. Las láminas se disponen moderadamente juntas, alcanzando el estipe, pero no anclándose directamente en él.
El delgado estipe (el "tronco" de la seta) mide entre 6,5 y 12,5 cm de alto y entre 0,5 y 1,5 cm de diámetro. Es blanco, liso, sólido (es decir, no es hueco en el interior) y tiene una base bulbosa con la forma de una esfera aplanada, la cual puede llegar a sufrir hendiduras longitudinales en los lados del bulbo. La base suele encontrarse anclada a un copioso micelio blanco abundante (una reminiscencia visual de que la mayor parte del organismo se encuentra bajo tierra). El anillo es membranoso y persistente, ya que no se desgasta ni desaparece con el paso del tiempo, y puede estar anclado al estipe con fibras blancas. El hongo no posee un olor distintivo. Su comestibilidad es desconocida; en efecto, en general, no se recomienda consumir setas del género Amanita de comestibilidad cuestionable.

### Características microscópicas

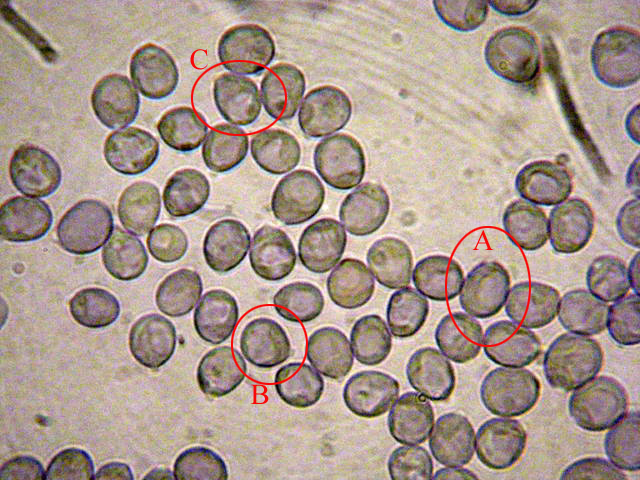
Esporas con paredes lisas.

Al ser observadas a simple vista, las esporas de Amanita abrupta se muestran de color blanco. Vistas al microscopio, las esporas presentan una forma elíptica o esférica, lisa, con una pared fina y con unas dimensiones de 6,5-9,5 por 5,5 por 8,5 µm. Las esporas son amiloides, lo que significa que fijan el yodo cuando son teñidas con el agente Melzer. Los basidios (las estructuras que sujetan las esporas en los bordes de las láminas) poseen cuatro esporas cada una y miden 30 a 50 por 4 a 11 µm. Las bases de los basidios tienen fíbulas: pequeñas ramificaciones que conectan una célula con la anterior, permitiendo el paso de los productos de la división nuclear. La cutícula del sombrero (la pileipellis) comprende una capa de hifas filamentosas densamente entrelazadas y vistosamente gelatinizadas que miden de 3 a 8 µm de diámetro. El tronco del tronco está hecho de finas hifas, escasas y orientadamente longitudinalmente, que miden 294 por 39 µm.

## Especies similares

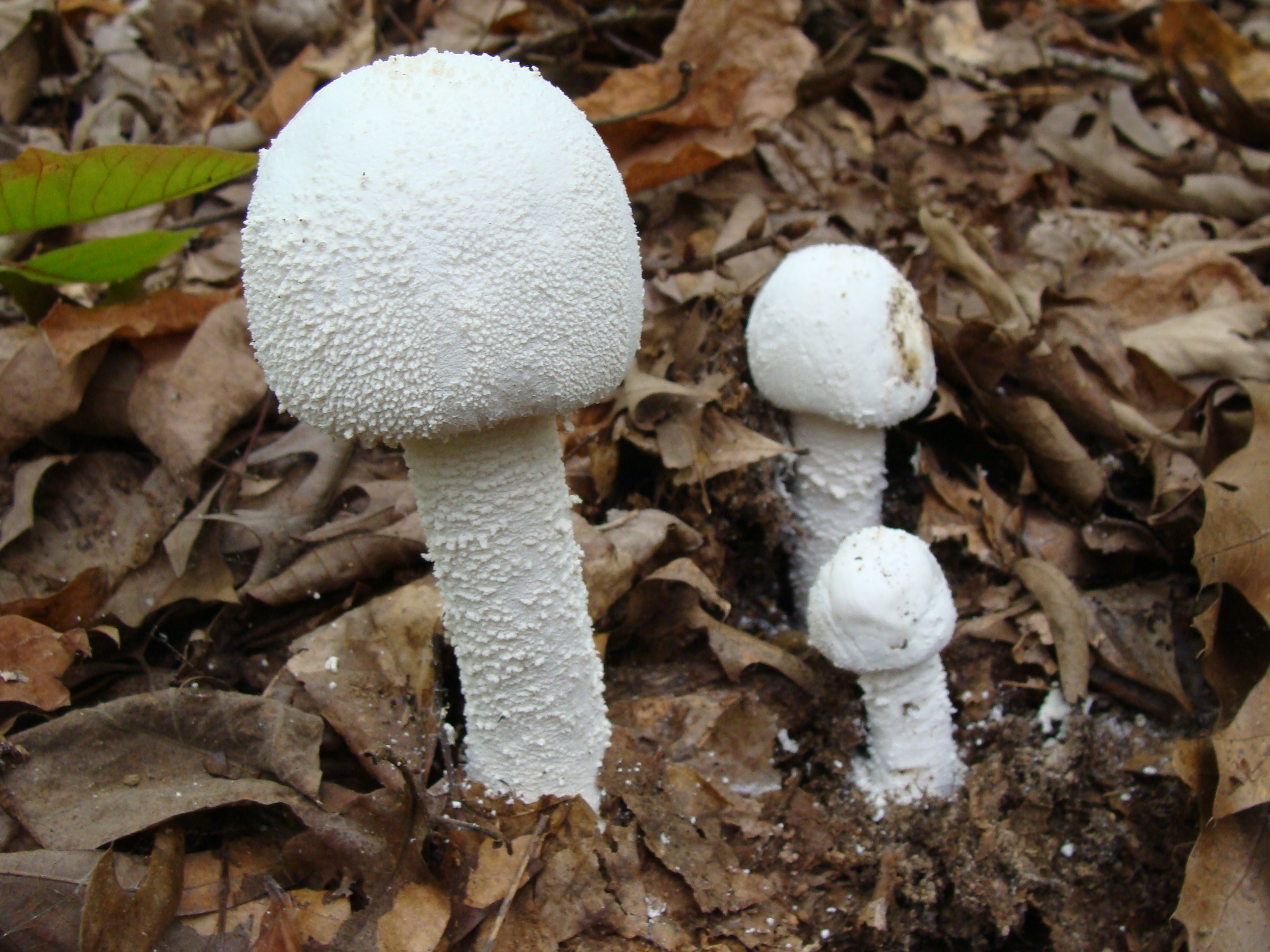
A. polypyramis es parecido a A. abrupta, pero no tiene el bulbo en la base del tronco.

El cuerpo de fructificación de Amanita kotohiraensis, una especie endémica de Japón, tiene una semejanza superficial con A. abrupta, pero A. kotohiraensis difiere en que posee una especie de mechones de "pelo" algodonoso, como resto de lo que fue la volva, en la superficie del sombrero, y en que las láminas son de color amarillo pálido. El cuerpo fructificante de Amanita polypyramis también tiene un notable parecido con A. abrupta; sin embargo, este hongo tiende a poseer sombreros más grandes (de hasta 21 cm de diámetro), un anillo muy frágil que desaparece muy pronto, y esporas más grandes que suelen medir en torno a 9-14 por 5-10 µm. El tamaño de las esporas, así como la posibilidad de ser o no amiloides, son características fiables que pueden ayudar a distinguir especímenes de A. abrupta con bulbos menos prominentes de otras especies semejantes.
Los micólogos Tsuguo Hongo y Rokuya Imazeki sugirieron en la década de 1980 que el hongo japonés A. sphaerobulbosa era sinónimo de la especie norteamericana A. abrupta. Sin embargo, un estudio llevado a cabo en 1999 de diversos especímenes de Amanita en un herbario japonés concluyó que, si bien ambas especies eran muy semejantes, debían permanecer como especies distintas debido a las diferencias halladas en la forma de las esporas y en las microestructuras de los restos de la volva. Otra especie similar, Amanita magniverrucata, se diferencia de A. abrupta por una serie de características: el velo universal está claramente separado del cuerpo del sombrero; las verrugas que quedan como resto de la volva desaparecen más rápidamente porque la superficie de la cutícula del sombrero es gelatinosa; el velo parcial es más persistente; las esporas son más pequeñas y aproximadamente esféricas; en la cara inferior del velo parcial, el estipe tiene unas fibrillas ascendentes en su superficie que se asemejan a una cortina; A. magniverrucata tiene una distribución limitada a la costa suroeste de Estados Unidos.

## Hábitat, distribución, ecología
Los cuerpos fructificantes de A. abrupta crecen en el suelo, normalmente aislados, y en bosques mixtos de coníferas y caducifolios, generalmente durante el otoño. La frecuencia con que los cuerpos fructificantes aparecen depende de varios factores, tales como la estación, la localización, la temperatura y las precipitaciones. A. abrupta ha sido descrito como hongo común en el sudeste de Estados Unidos. En Texas ha sido descrito como poco frecuente, y como muy común en la reserva de Big Thicket National Preserve. Al igual que con la mayoría de las otras especies del género Amanita, se presume que A. abrupta establece un relación simbiótica mediante micorrizas con determinadas especies de árboles. Se trata de una relación mutuamente benéfica, en el cual las  hifas del hongo crecen rodeando las raíces de los árboles, lo que le permite al hongo recibir humedad, protección y productos nutritivos procedentes del árbol, y por su contraste, el árbol obtiene un mejor y mayor acceso a los nutrientes del suelo.
En la naturaleza, Amanita abrupta se encuentra ampliamente distribuida a lo largo del este de América del Norte, donde ha sido encontrado desde Quebec, Canadá, y al sur ingresa en el territorio mexicano. El micólogo estadounidense Orson K. Miller afirmó haber encontrado la seta en la República Dominicana, donde parecía estar creciendo en asociación micorrízica con pinos. Michael Kuo também menciona una asociación micorrizal con árboles de madera de ley y coníferas, mientras que Rodham E. Tulloss menciona otra clase árboles hospedadores como Fagus, betula, Abies, tsuga, Quercus y Populus. Sin embargo, fue demostado experimentalmente que A. abrupta no forma micorrizas con Pinus virginiana.

## Toxicidad
La ingestión del cuerpo fructificante de Amanita abrupta es altamente tóxica para el hígado. Experimentos de laboratorio han demostrado que ratones que ingieren extractos de A. abrupta desarrollan síntomas semejantes a los de una infección por cólera. La ingestión de una dosis letal mínima de extracto del hongo (equivalente a 4,5 gramos de cuerpo fructificante por kilogramo de peso del ratón) causa postración en el ratón, unas 6 horas después de la ingestión; a continuación, el ratón sufre diarrea y finalmente muere entre 24 y 48 h tras la administración del extracto. En Nagano (Japón), en 1978, dos mujeres fallecieron por un envenenamiento por hongos, del cual se sospecha que fue causado por A. abrupta. Los síntomas se caracterizaron por la repentina aparición de vómitos, diarrea y deshidratación, después de unas 10-20 h tras la ingestión. Aunque no es tan tóxico como A. virosa o A. phalloides, A. abrupta causa una serie de daños en el hígado semejantes a los que producen estas especies. Dichos efectos incluyen un descenso de los niveles de azúcar en sangre, agotamiento de las reservas de hidratos de carbono (glucógeno hepático), y un aumento de los niveles de transaminasas, que son enzimas que destruyen proteínas del músculo.

### Compuestos bioactivos
Se han aislado una serie de novedosos aminoácidos no proteicos a partir de especímenes de Amanita abrupta, entre los que cabe destacar el ácido (2S,4Z)-2-amino-5-cloro-6-hidroxi-4-hexenoico; el ácido D,L-2-amino-4-pentinoico (0,257% v/v) y el ácido L-2-amino-4,5-hexadienoico (0,911% v/v). Este último compuesto parece ser el principal responsable de los efectos tóxicos del hongo. Los dos últimos compuestos también han sido encontrados en A. solitaria y en A. pseudoporphyria. El ácido D,L-2-amino-4-pentinoico (también conocido como propargilglicina) inhibe enzimas implicadas en el metabolismo de ciertos aminoácidos como metionina y cistationina en el hígado. Este compuesto también ha demostrado ser capaz de inhibir ligeramente la ruta metabólica de la glucogenólisis en hepatocitos de rata.